# Ringstraße

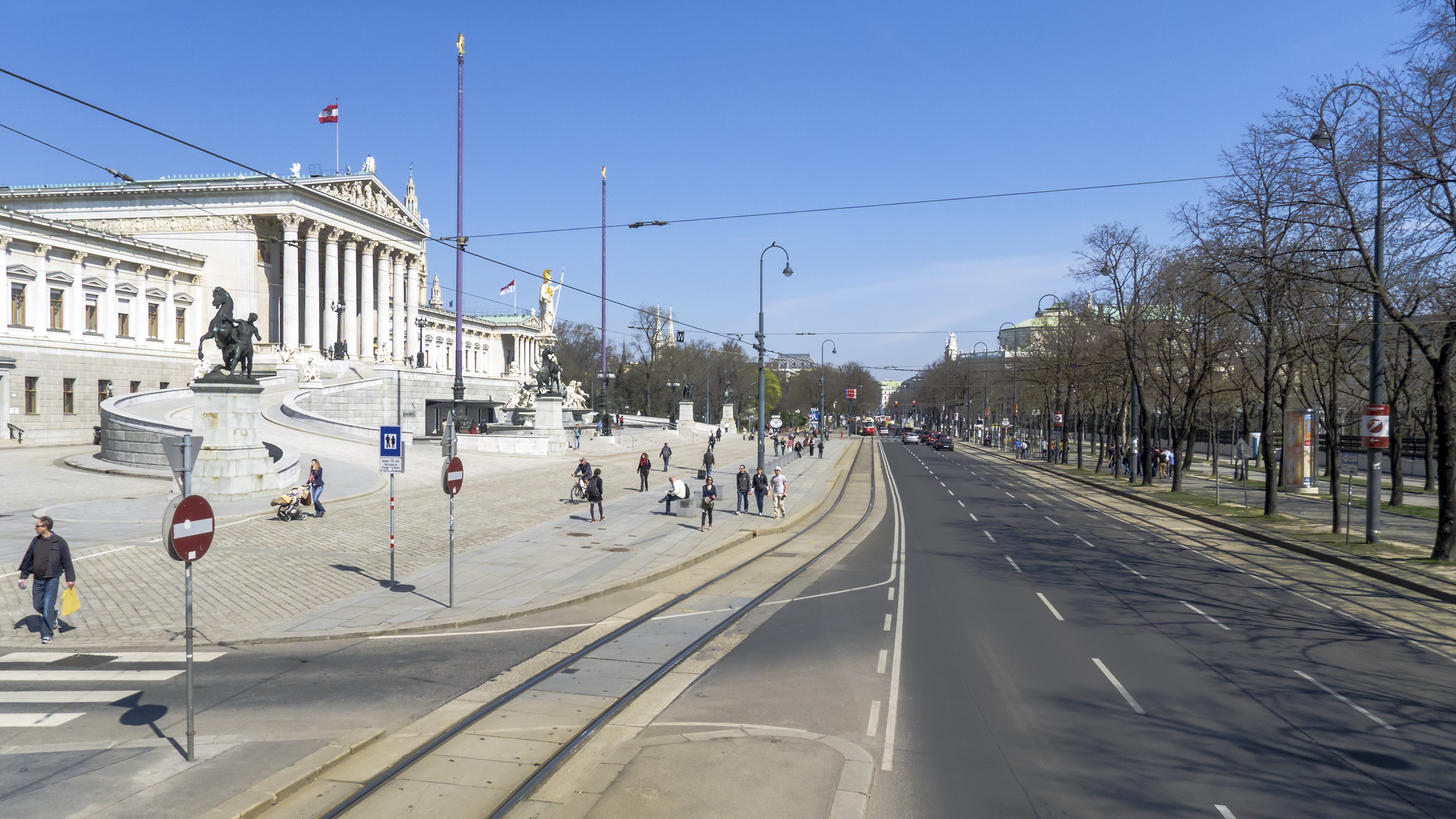
Parlamentsbyggnaden vid Dr.-Karl-Renner-Ring, en del av Ringstraße. Där bortom skymtar även Burgtheater.

Ringstraße, även förtydligat som Wiener Ringstraße, är en cirkulär gata som omger området Innere Stadt i Österrikes huvudstad Wien. 
Gatan omges av många historiska byggnader. Under 1800-talet gjordes stadskärnan om, då de gamla befästningsvallarna som skyddade den inre staden revs. Den nya marken användes till skapandet av nya stora paradgator i staden där Ringstraße fick en framskjutande plats.
De påkostade fasaderna utefter gatan har gett namn till den historiska stilen Ringstraßenstil, typisk för perioden 1860–1900. 

## Bakgrund

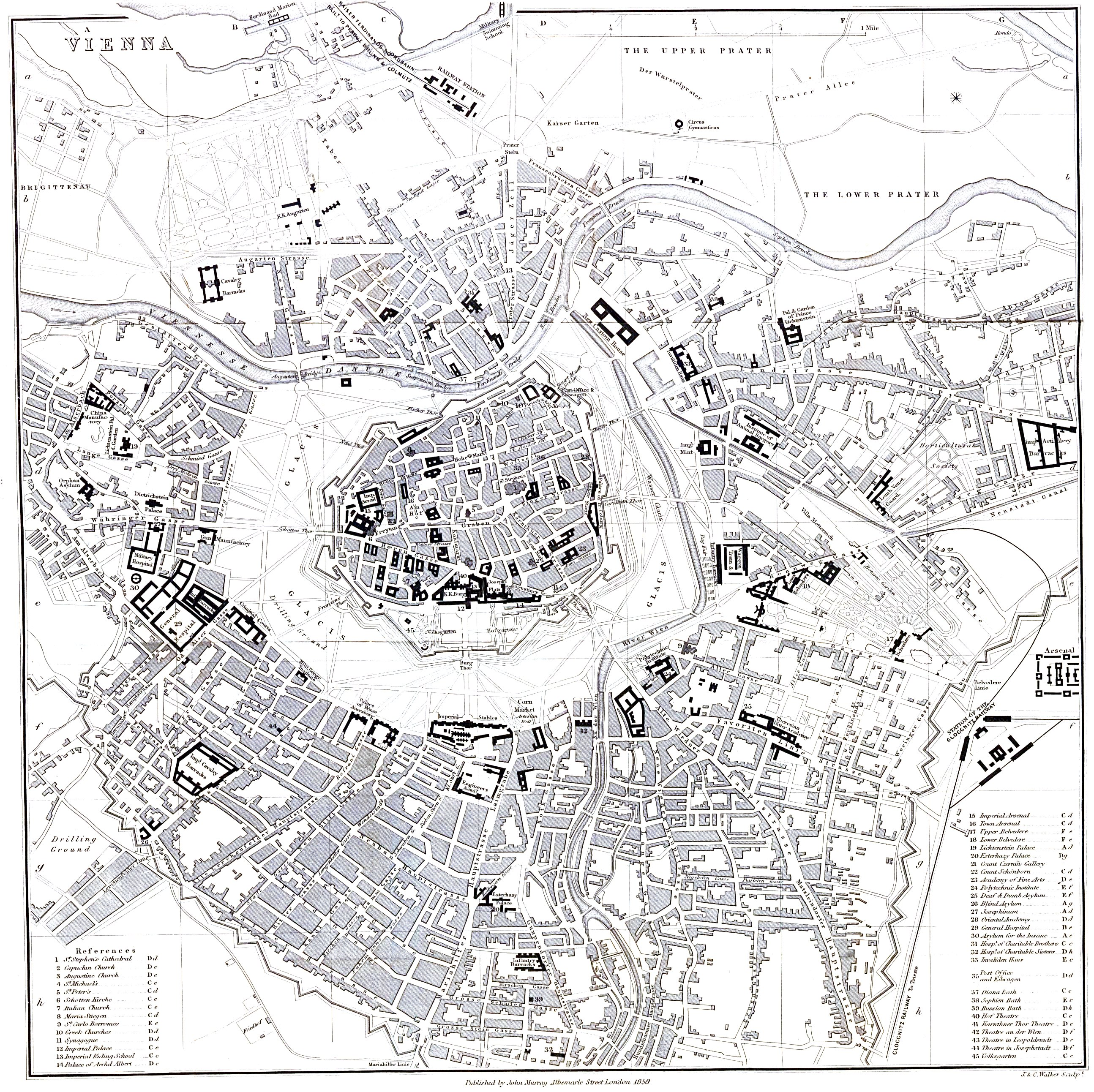
Karta över Wien från 1858 som visar murarna och tillhörande glacis innan de revs.

Vägen byggdes för att ersätta ringmuren och befästningsverket från 1200-talet samt den 500 meter breda glacisen. Muren hade ursprungligen byggt för lösensumman som erhölls för frisläppandet av Englands kung Rikard Lejonhjärta och hade successivt förstärkts vid de olika invasionsförsök från det Ottomanska riket som hotat staden och det Tysk-romerska riket 1529 och senare 1689 samt det trettioåriga kriget. Anläggningen började under 1700-talet bli mer otidsenlig och under Josef II:s regering började det byggas vägar genom glacisen som även försågs med lyktstolpar och träd.
Efter revolutionsåret 1848, som även drabbat Österrike, stod det klart att staden var sårbar för en upprorisk folkmassa, varför en arsenal uppfördes i söder för att snabbt kunna bombardera staden med artilleri, om lag och ordning skulle upphöra.
1857 utfärdade kejsar Frans Josef I ett dekret i vilket han beordrade att ringmuren skulle rivas, liksom vad som skulle byggas både i geografisk anvisning samt funktion. Syftet, bortsett från att framhäva sitt rike och dynastis prestige, var att uppnå samma effekt med att förhindra revolutionära barrikader likt baron Haussmanns boulevarder hade visat sig göra i Paris.
Rivningsarbetet påbörjades i mars 1858 ved Rotenturmtor vid Donaukanalen och rivningsarbetet skulle pågå fram till 1874. Hofburg utvidgades med en tillbyggnad, Neue Burg), som i dag huserar Österrikes nationalbibliotek. Ursprungligen var de tänk att en parallell flygel skulle uppföras mittemot Neue Burg. Heldenplatz och Maria-Theresien-Platz skulle då byggts om till ett Kaiserforum, men avskaffandet av den österrikiska monarkin satte stopp för dessa planer.
Sigmund Freud gick sina dagliga promenader utefter Ringstraße. Arkitekturen gjorde även stort intryck på en ung Adolf Hitler som influerades av den i den projekt som genomfördes efter att han kom till makten som Führer i Nazityskland.
Flera byggnader skadades under andra världskriget. Hotel Metropole vid Franz-Joseph-Kai förstördes helt och har ersatts med ett monument till minnet av nazismens offer.

## Ringstraßes delar

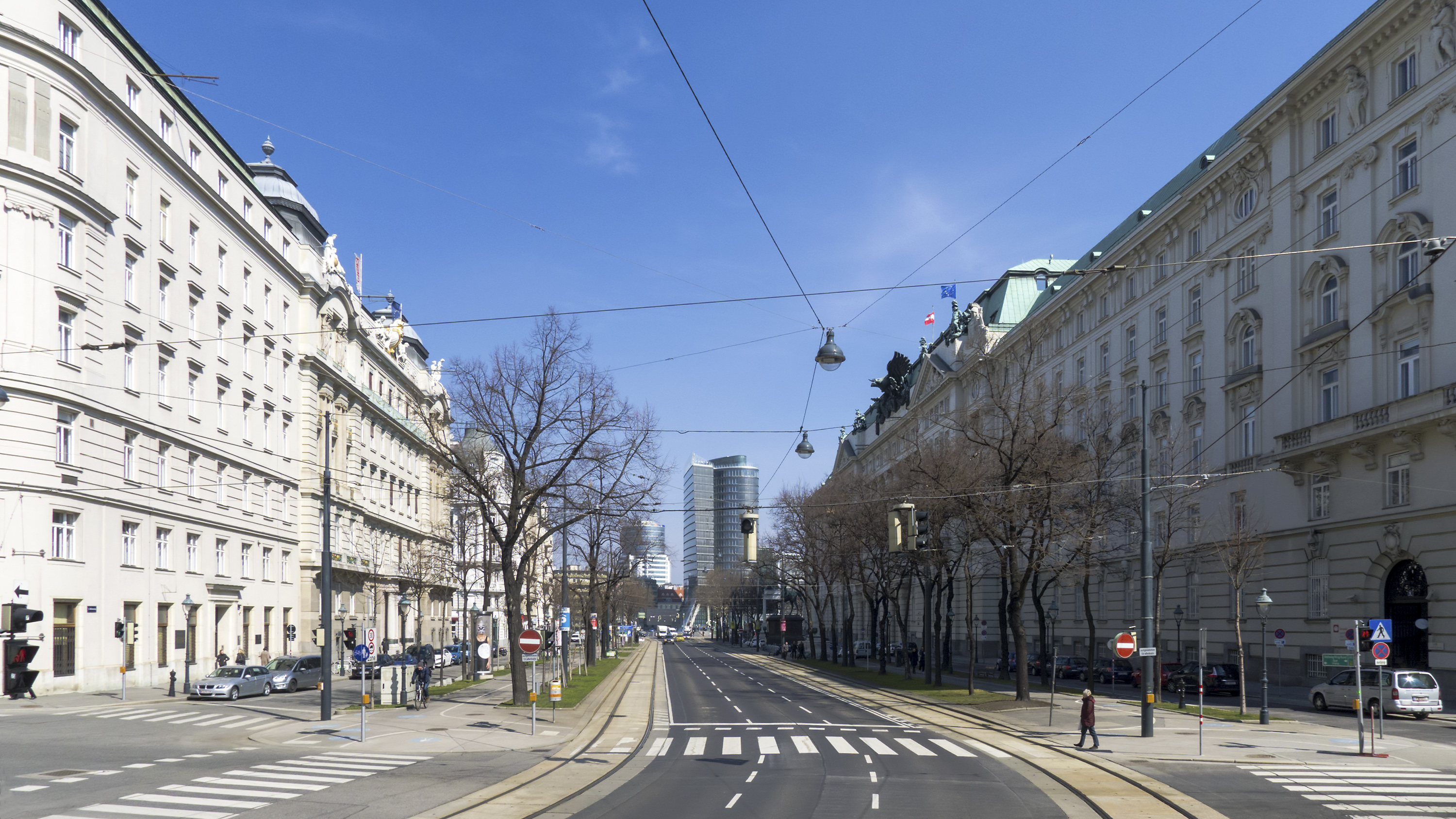
Stubenring.

Ringstraße består av ett flertal delar och omger centrala Wien på samtliga sidor förutom den nordöstra, där centrumdistriktet begränsas av Franz-Josephs-Kai, den väg som följer Donaukanal. Gatan trafikeras med spårvagnar och dessa terminerar vid vändslingor i anslutning till gatan och/eller trafikerar gatan i tangentiell riktning. Spårvagnarna går däremot inte in i den inre staden, vilket däremot fler linjer i tunnelbanan gör i radiell riktning.
Med start från Ringtornet vid norra änden av Franz-Josephs-Kai delas Ringstraße in i delarna:
- Schottenring (namngiven efter Schottenstift)
- Universitätsring (Wiens universitet)
- Dr.-Karl-Renner-Ring (Karl Renner)
- Burgring (Hofburg)
- Opernring (Wiener Staatsoper)
- Kärntner Ring (Kärnten)
- Schubertring (Franz Schubert)
- Parkring (Wiener Stadtpark)
- Stubenring

## Galleri med viktiga byggnaden längs med Ringstraße

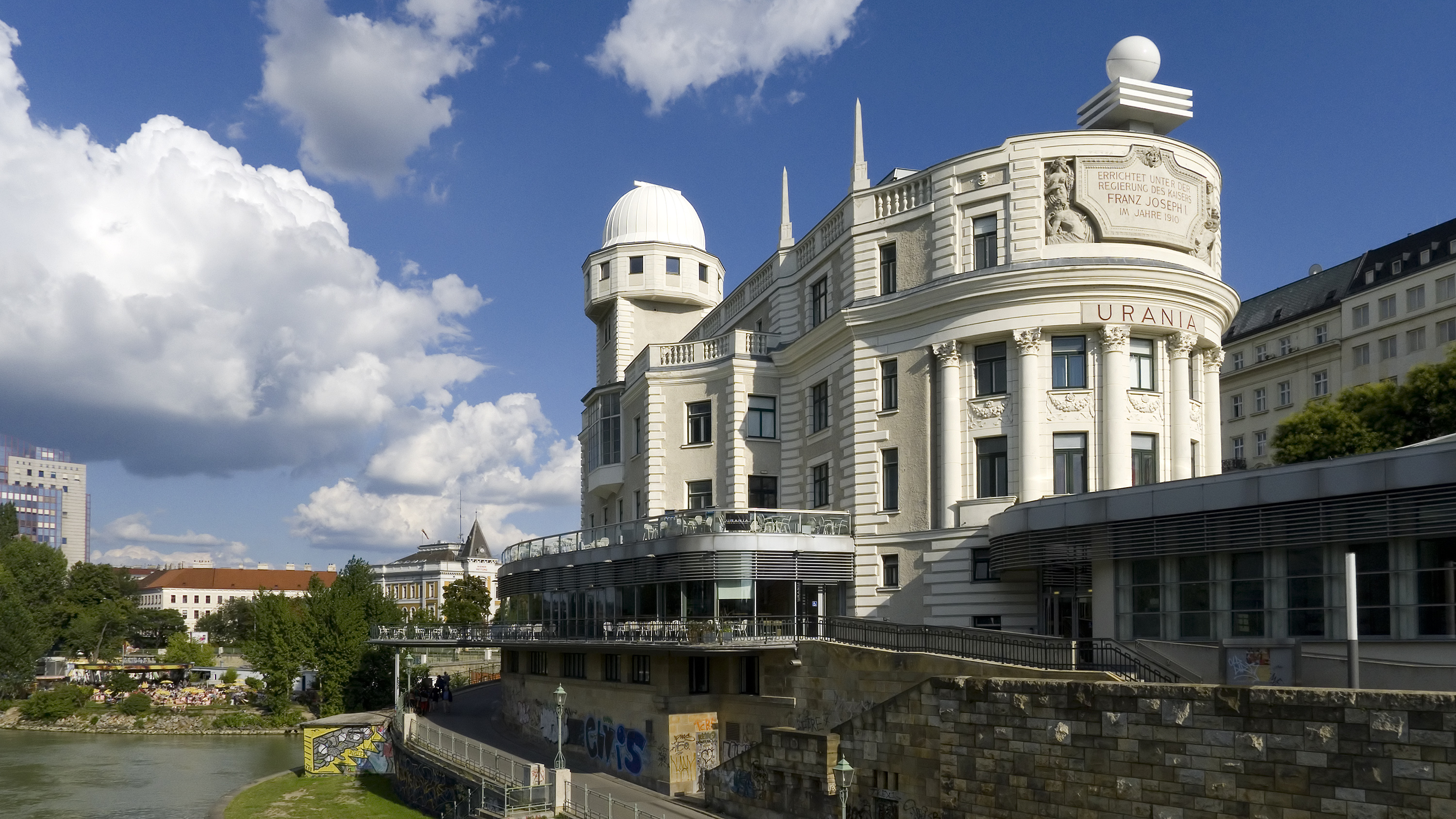
Urania
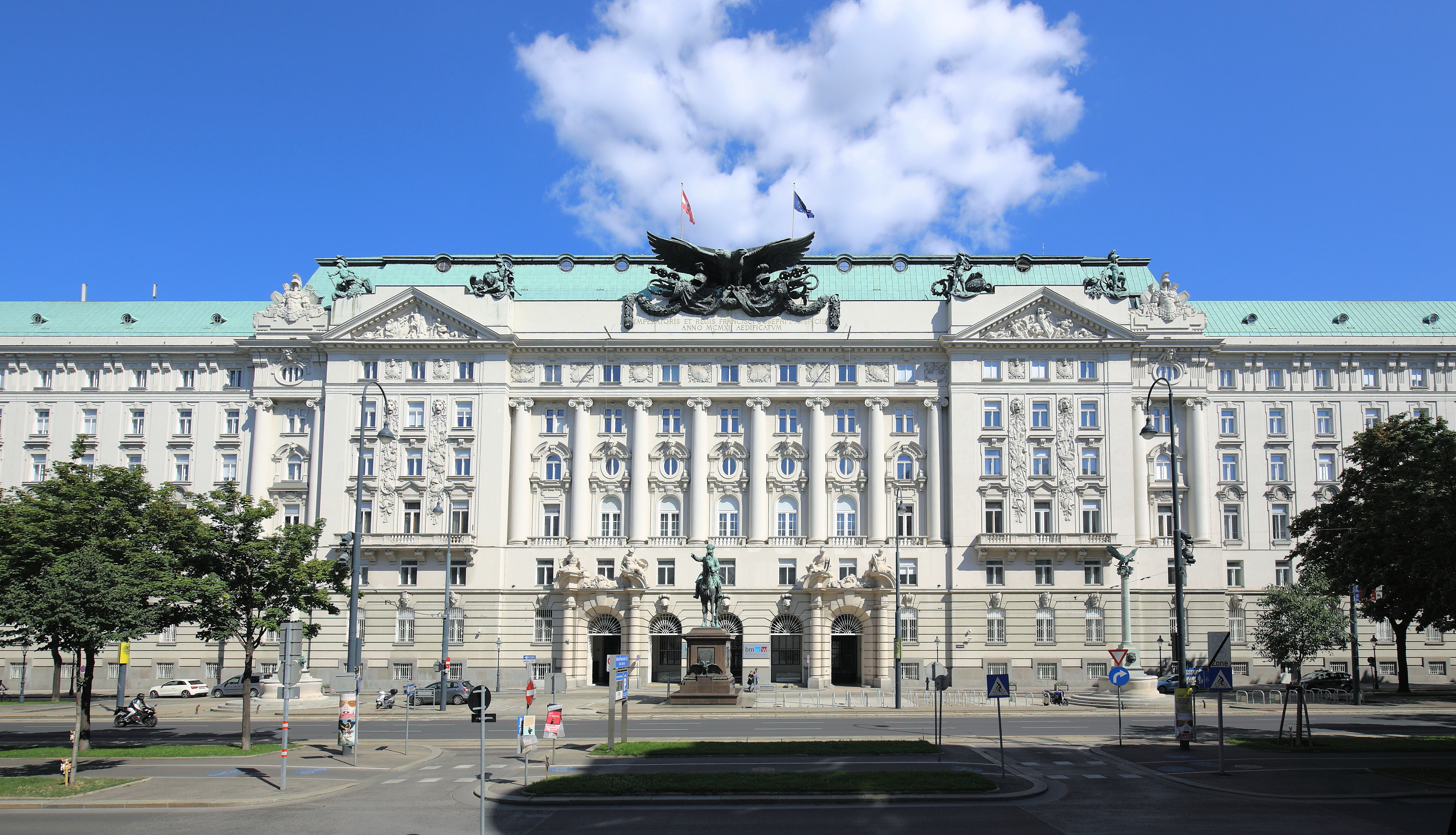
Det tidigare krigsministeriet för Österrike-Ungern
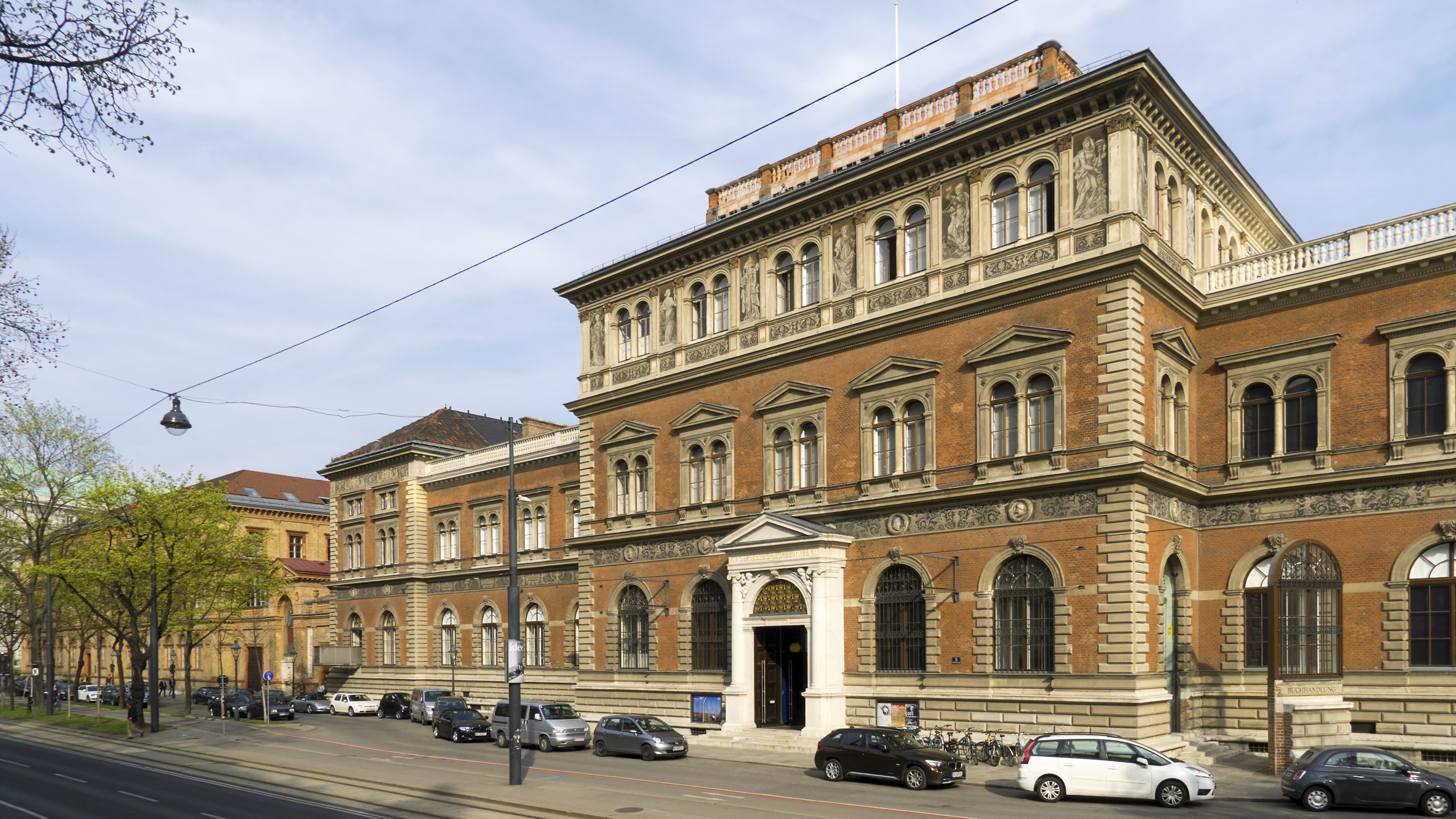
Museum für angewandte Kunst
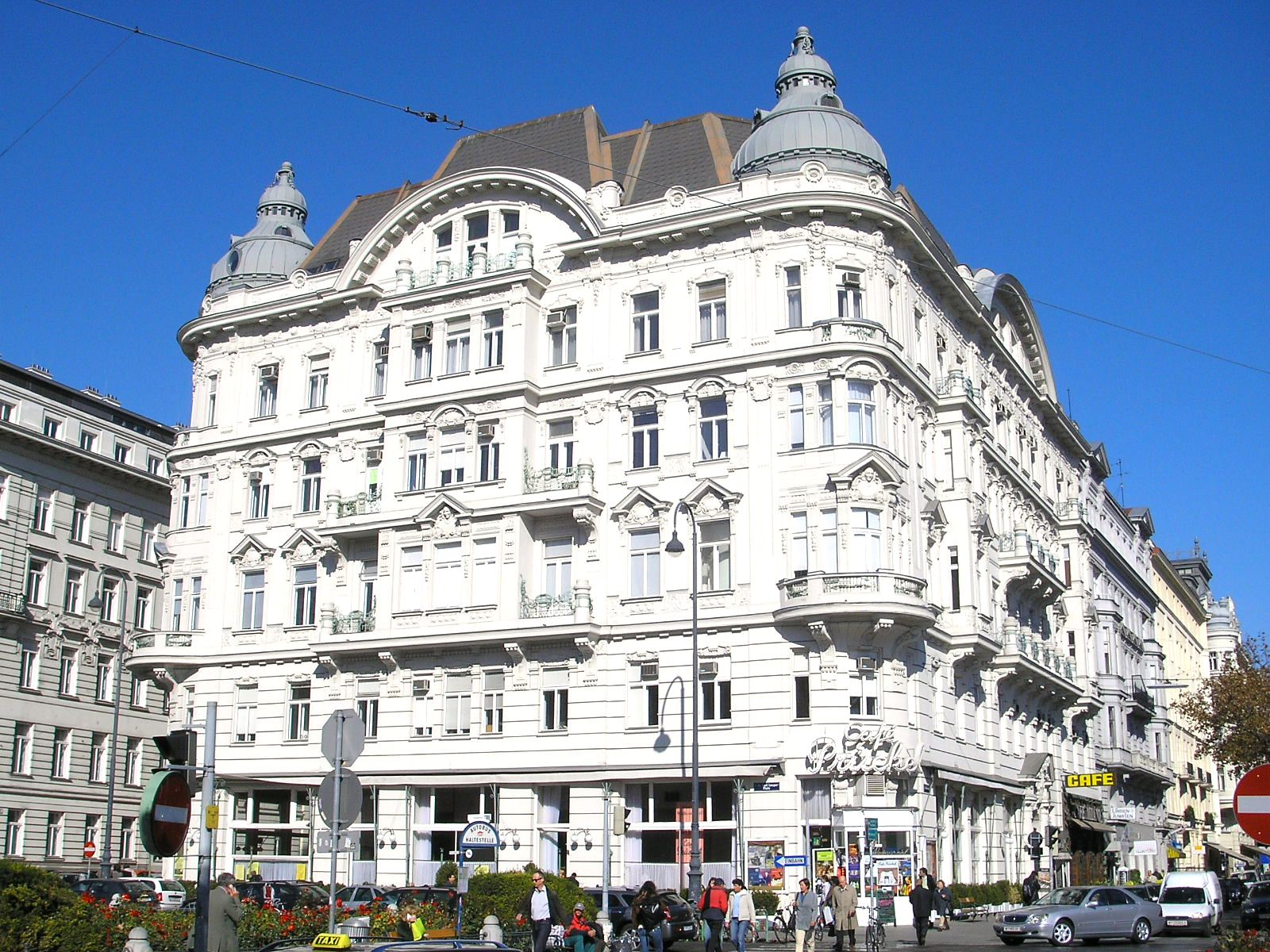
Café Prückel
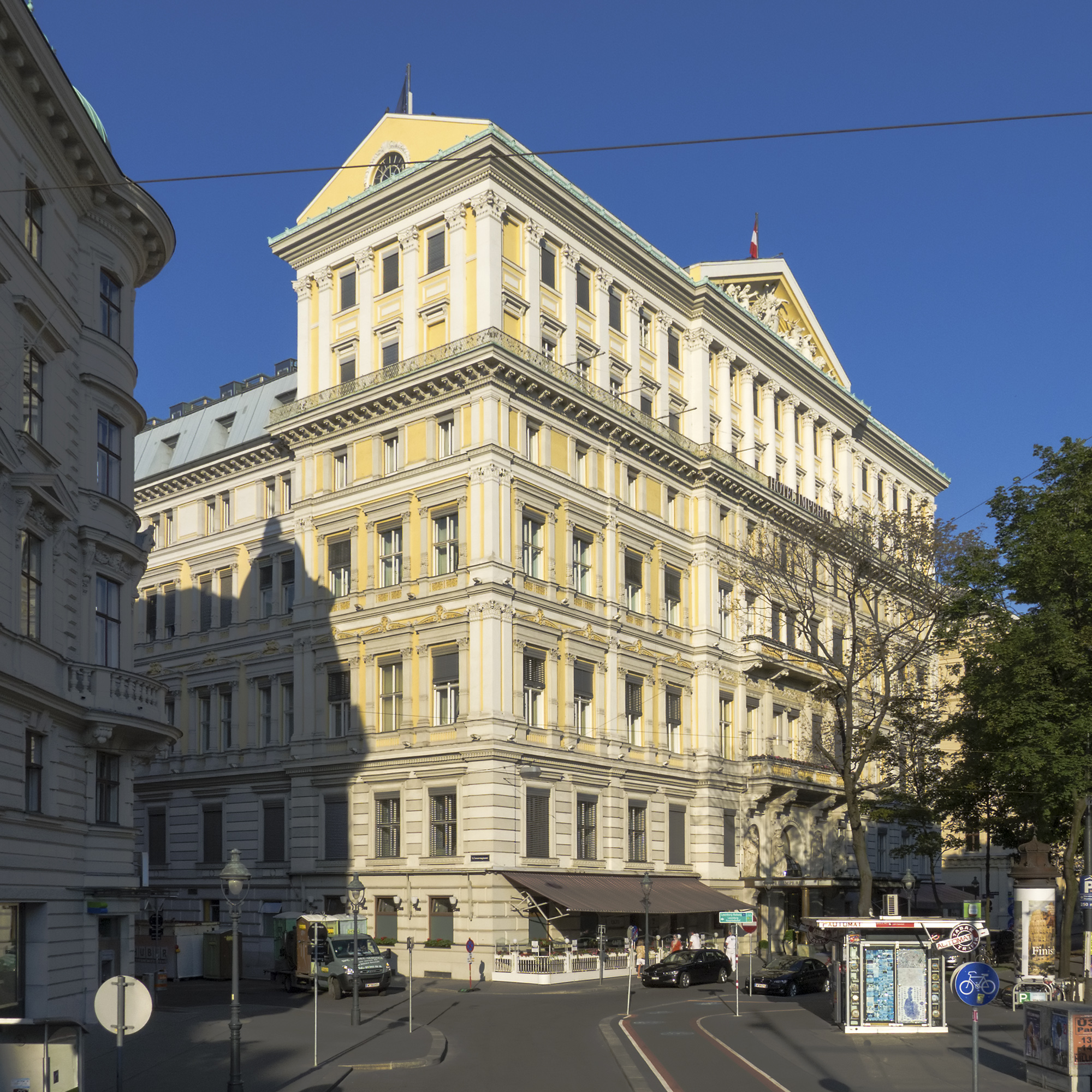
Hotel Imperial
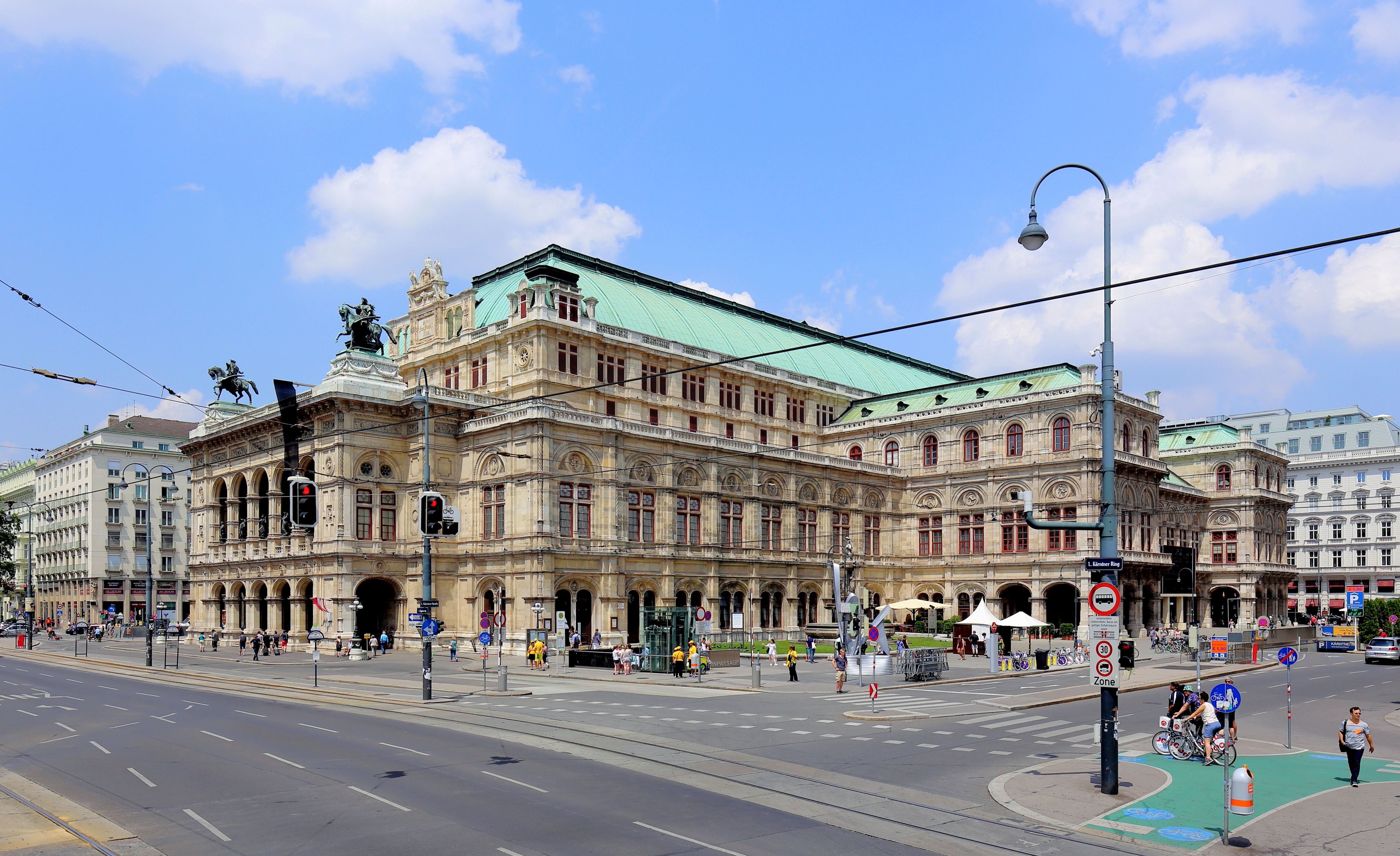
Staatsoper
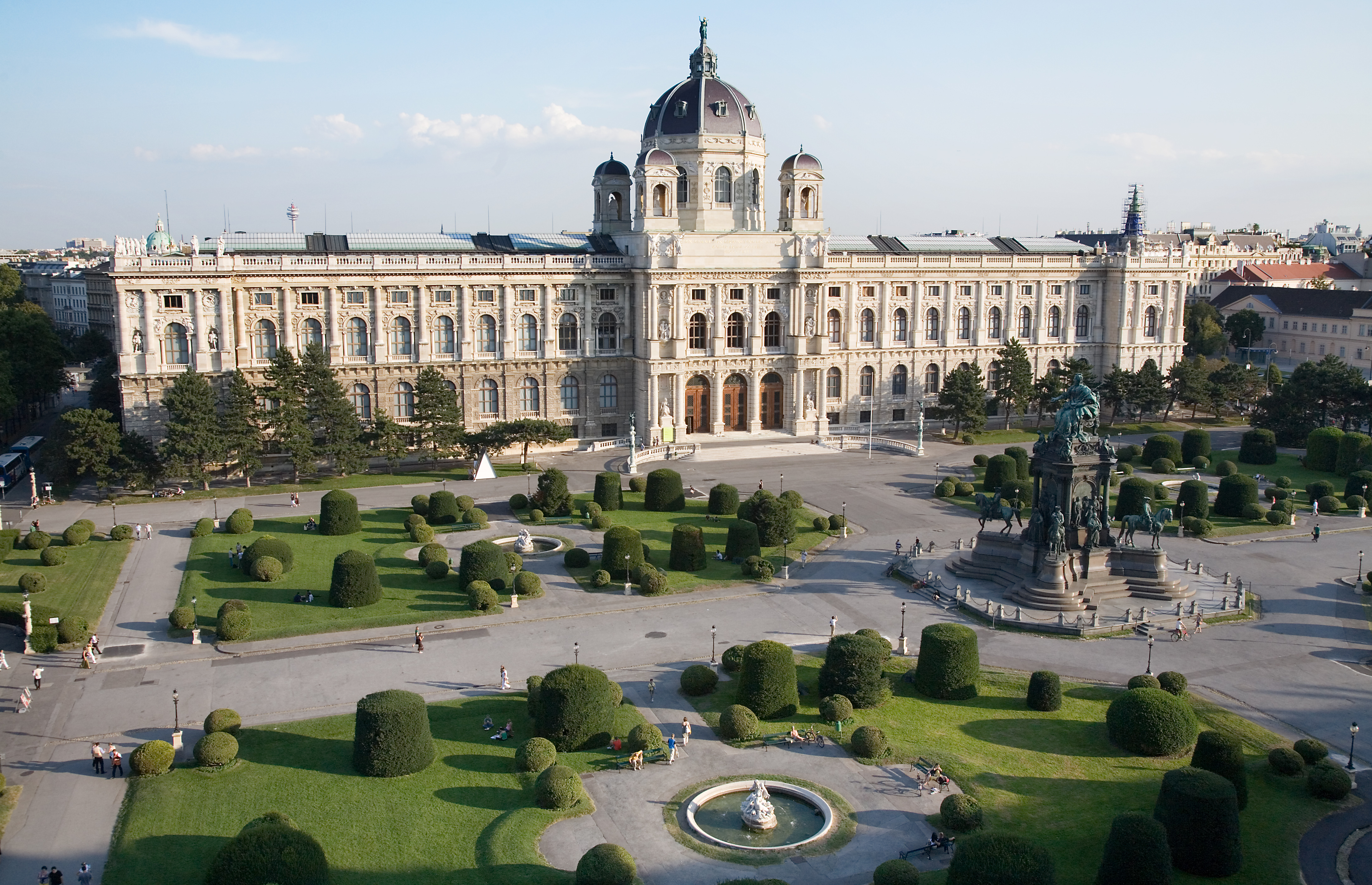
Kunsthistorisches Museum
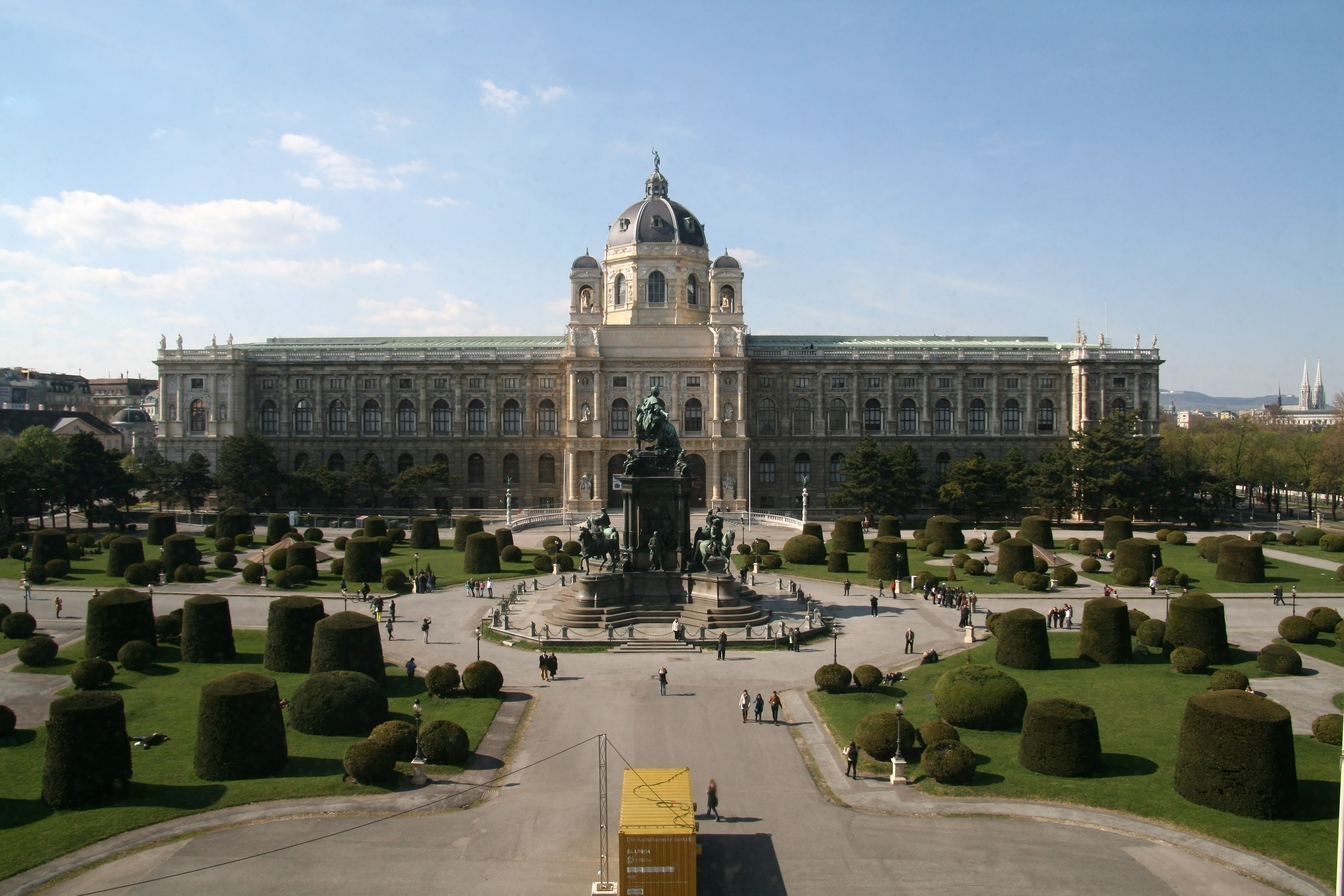
Naturhistorisches Museum
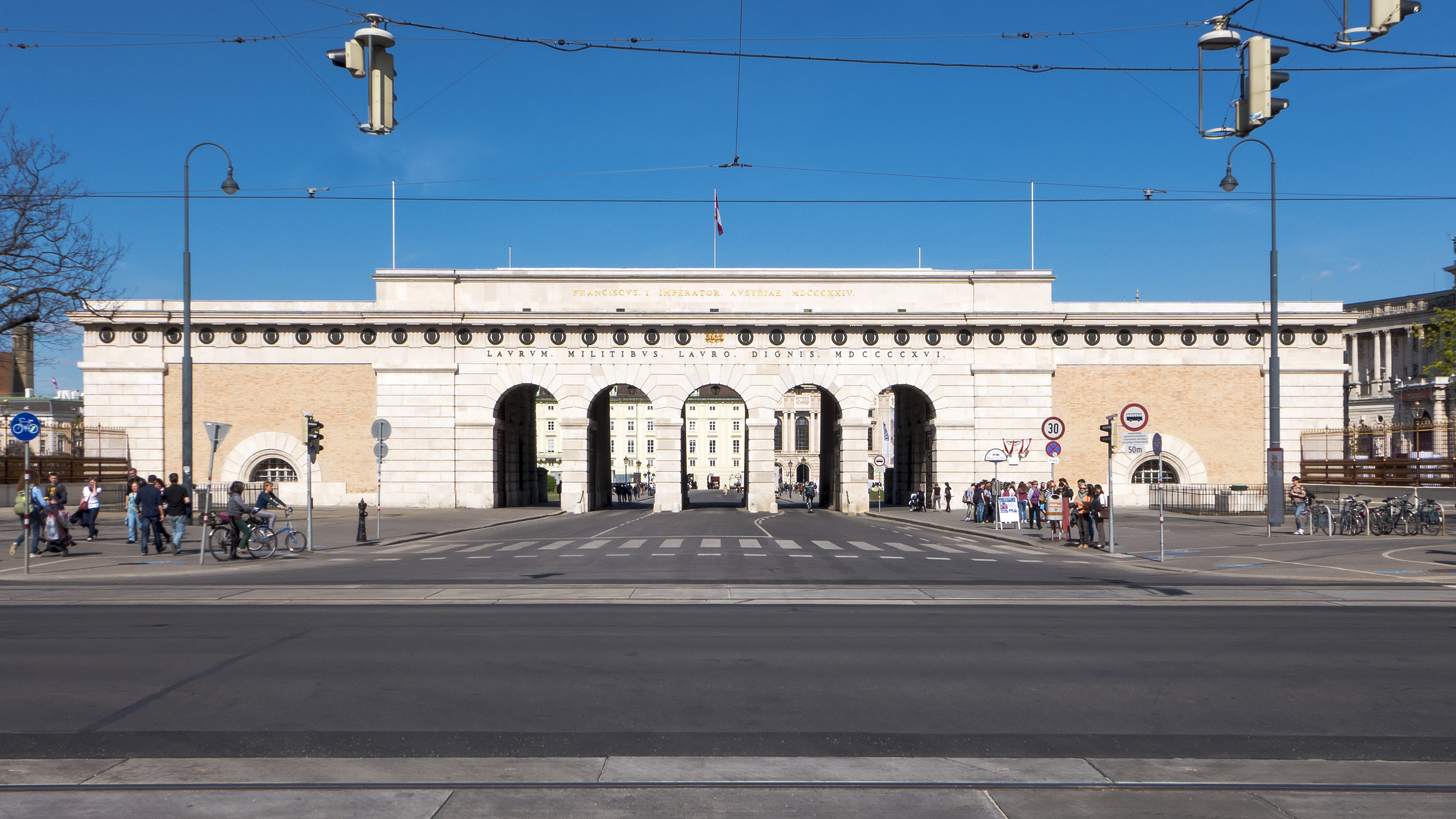
Äußeres Burgtor
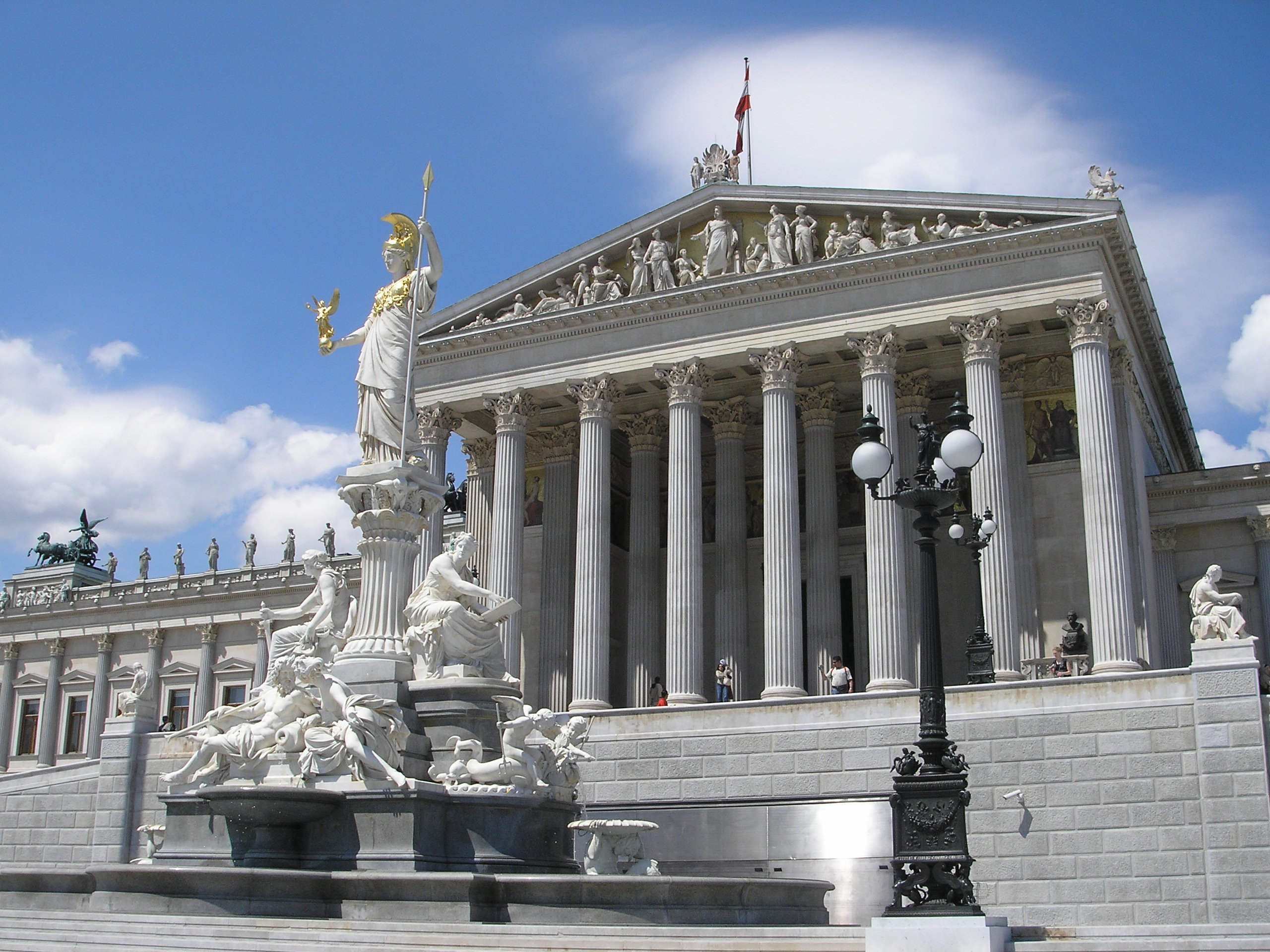
Österrikes parlamentsbyggnad
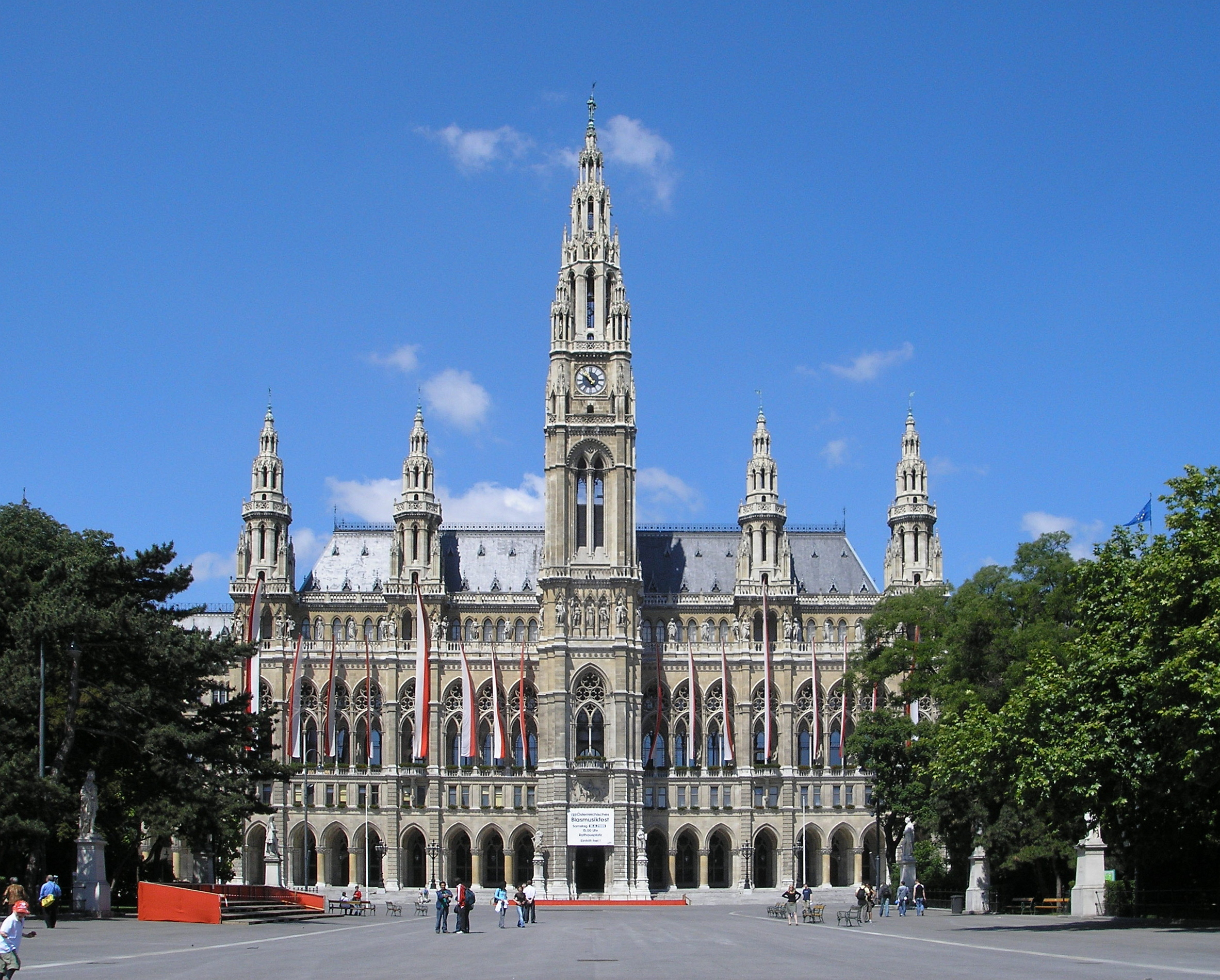
Wiens rådhus
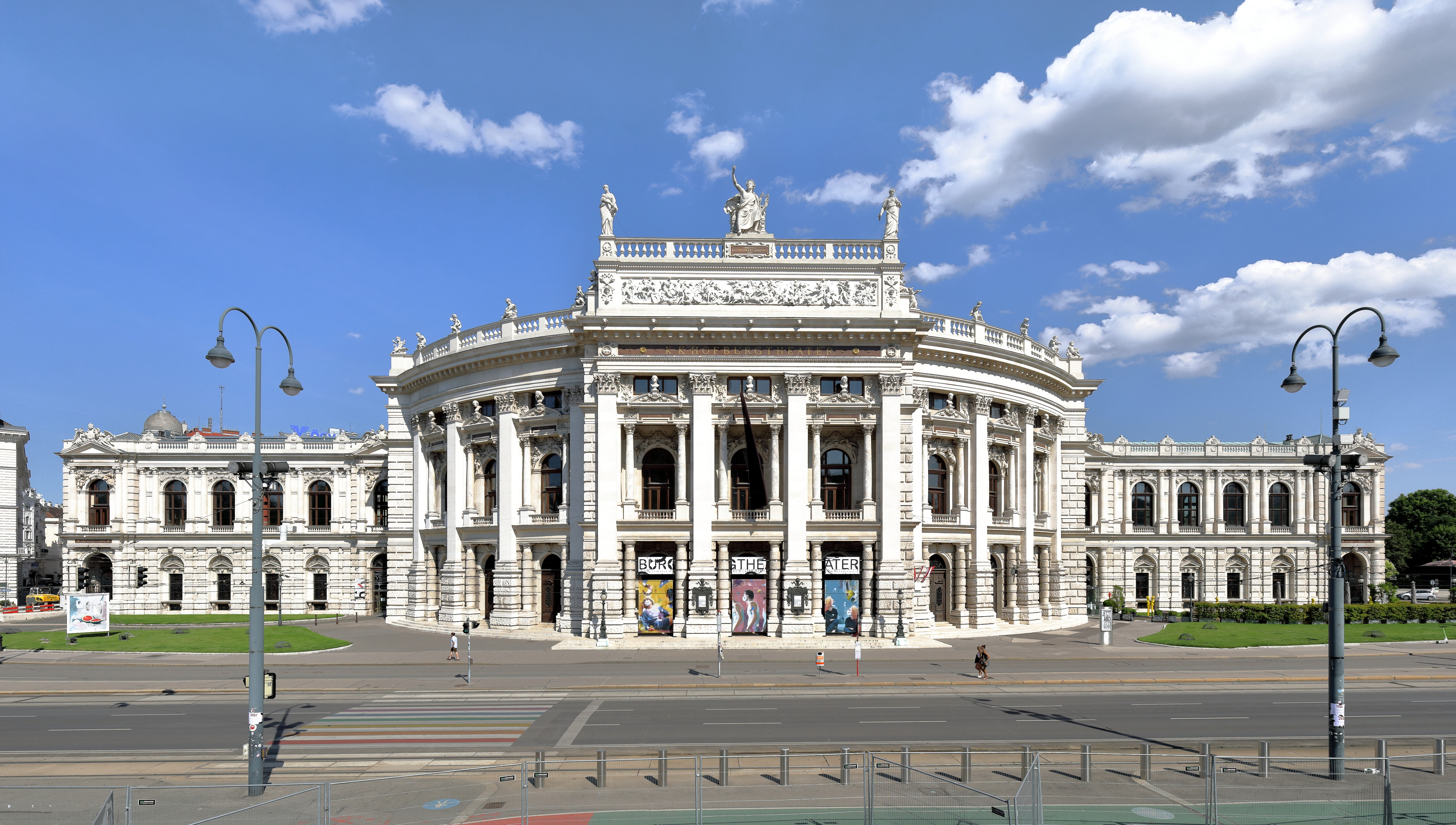
Burgtheater
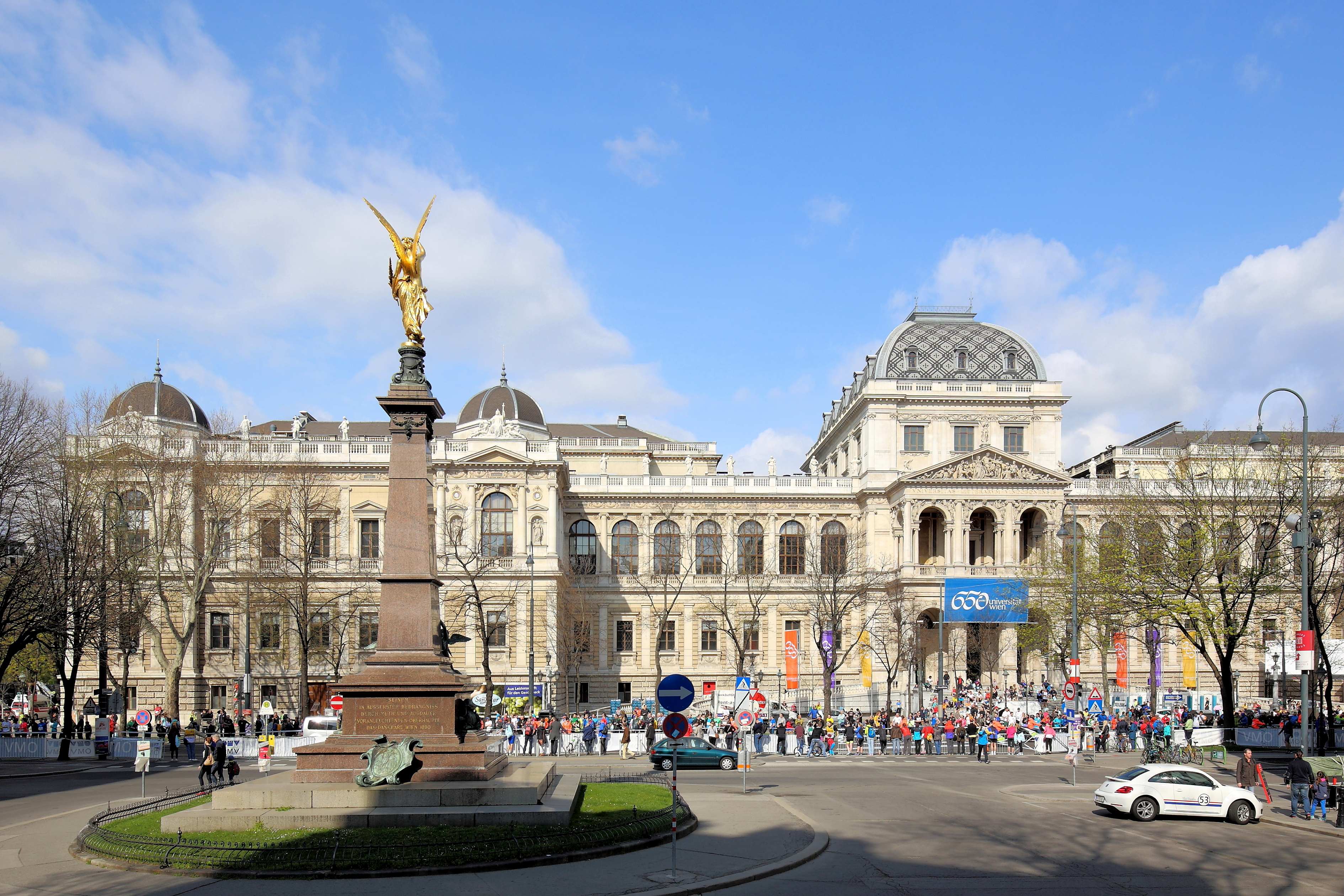
Universität
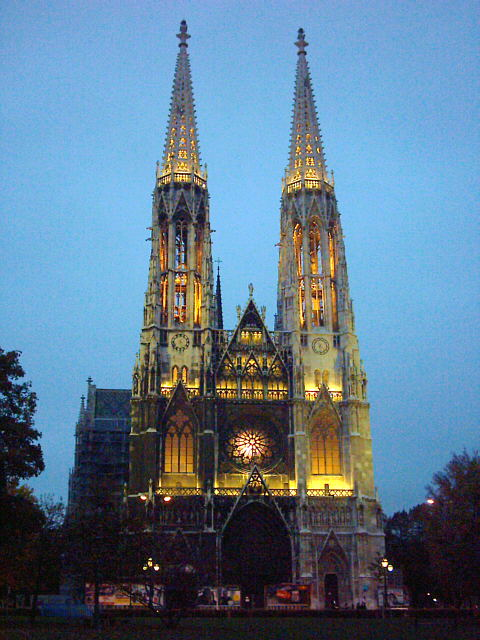
Votivkirche
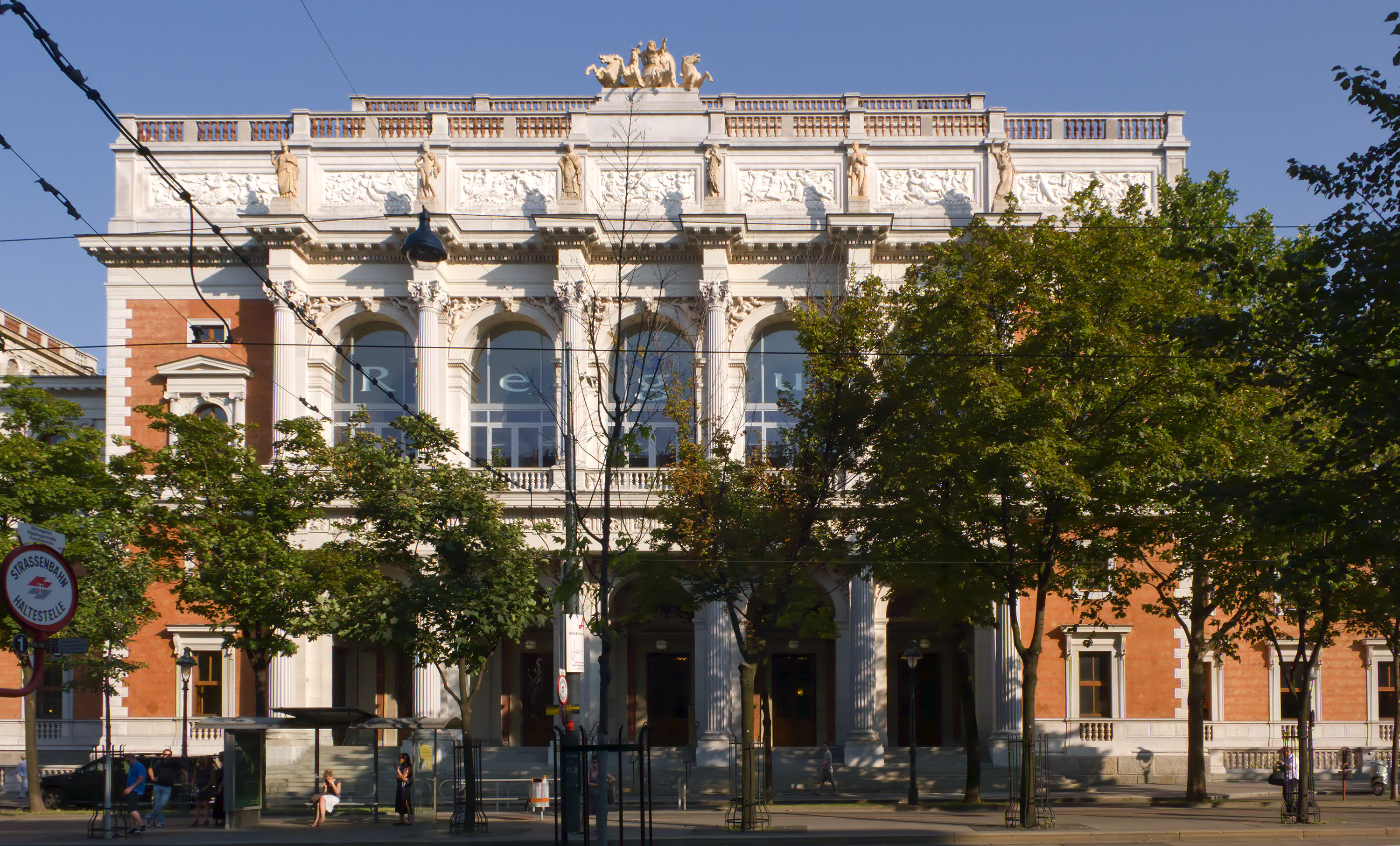
Alte Wiener Börse
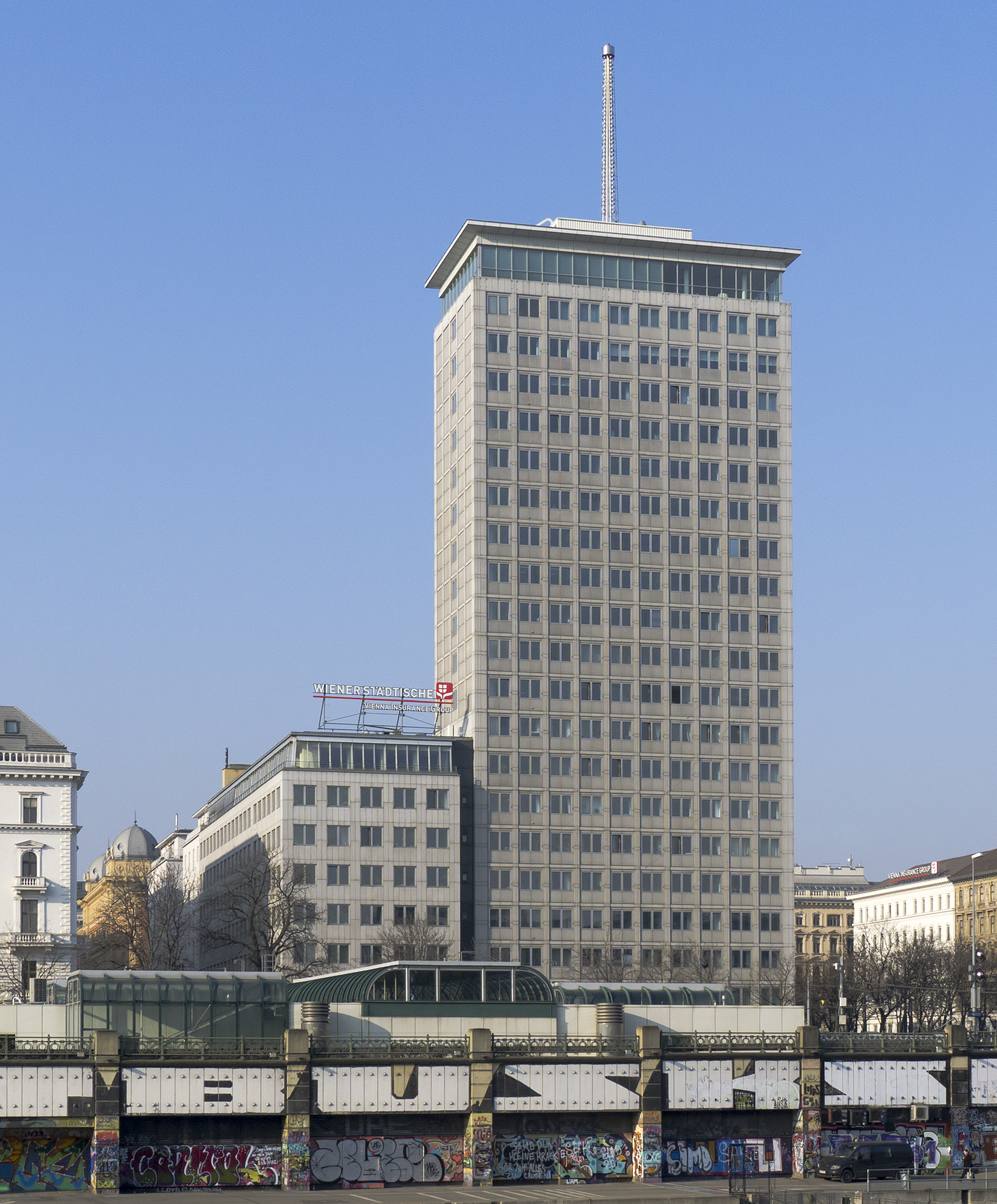
Ringturm

## Referenser

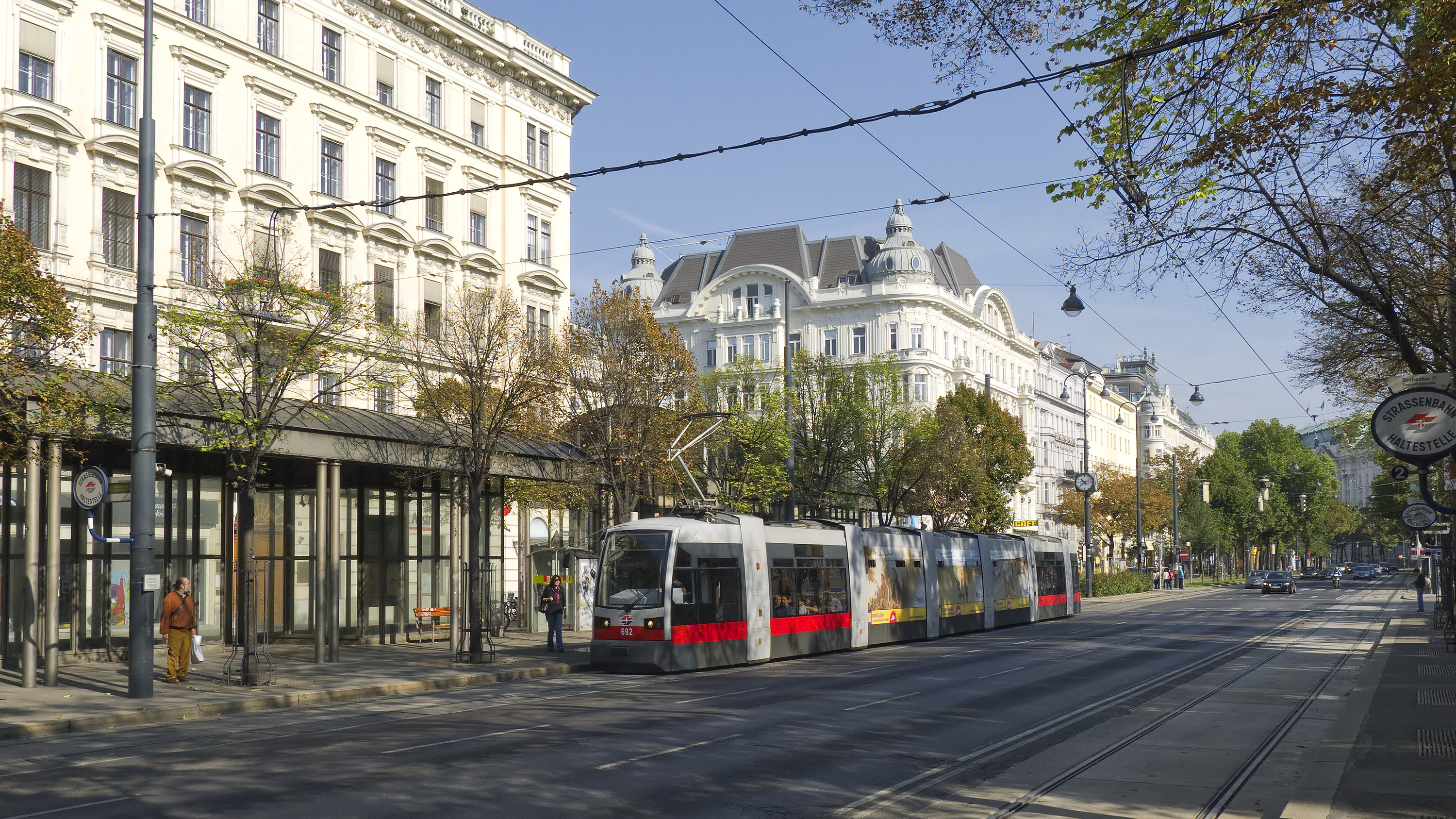
Spårvagn på linje 2 vid tunnelbanestationen Stubentor.